# Балаклава (графство Ренфрю)
Балаклава — розпорошена сільська громада в муніципалітеті Боннешер-Веллі, округ Ренфрю, у Східному Онтаріо, Канада. Вона розташована на колишньому шосе Онтаріо 513 (сучасна дорога Скотч-Буш-роуд) неподалік від шосе Онтаріо 132 на північ від громади Дакр і біля витоку Констант-Крік, притоки річки Мадаваска, від озера Констант, приблизно за 30 хвилин їзди час від містечка Ренфрю.
Балаклава, відома як «місто-привид», сьогодні — це гамірне котеджне містечко, що залишилося від галасливого лісового містечка часів його розквіту. Воно почалося як невелика громада, названа на честь битви під час Кримської війни. Невдовзі після його заснування було збудовано дамбу та лісопилку, а до 1860-х років у невеликому селі з'явилася ковальська майстерня та готель для постійних мешканців. Щоб тирса з млина не скидалася в місцеву річку і не забруднювала її, у 1903 році було збудовано тирсопал. Лісопильний завод, що працює на воді, був відбудований у 1939 році після того, як пожежа знищила млин, який раніше займав приміщення, і продовжував працювати до 1959 року. У той час виснаження доступної деревини скоротило виробництво до неекономно малих обсягів. Із втратою млина була втрачена і життєздатність Балаклави як житлового міста. Лісопильний завод був останнім млином з водяним приводом, який працював у провінції Онтаріо.
Балаклава була вказана в книзі про міста-привиди Рона Брауна. Хоча Балаклава звучить як незаймане, покинуте місто-привид, насправді в ньому все ще є кілька мешканців.

## Рання історія
Місце Балаклава було названо в 1859 році на честь ключової перемоги Британської Співдружності під час Кримської війни. Балаклавська битва відбулася 25 жовтня 1854 року в рамках облоги Севастополя і ним командував полковник Томас Гріффіт.
У середині 1800-х років у напрямку східного витоку озера Констант, притоки річки Мадаваска, була побудована дамба з деревини. Щодо дати будівництва лісопильного заводу в Балаклаві відомості розходяться. Звіти про право Онтаріо 1911 року вказують, що млин був зведений у 1855 році. Однак археологічна оцінка, опублікована в 2007 році, показала, що млин було побудовано в 1861 році. Незважаючи на це, двоє чоловіків, на ім'я Дункан Фергюсон і Дональд Кемерон, відкрили лісопильний завод у Балаклаві, приєднавшись до деяких із майже тисячі лісопильних заводів у Верхній Канаді на той час. Незабаром Кемерон продав свою частину фабрики Фергюсону. На додаток до млинарської роботи, Фергюсон продавав товари в цьому районі. Хутір доповнювався ковалем, двома готелями та універсальним магазином, яким керував Джозеф Лагрі. Завдяки лісопилці та лісопромисловості в Оттавській долині в 1800-х роках Балаклава стала досить жвавим поселенням і гамірним піонерським містом. Долина Оттави була природним місцем для розвитку лісової промисловості. Піонери виявили, що земля рясніє хвойними деревами, зокрема ялиною та цикутою, а також червоною та білою соснами. Європейські поселенці були притягнуті до цього району, щоб рубати дерева, створювати деревину та целюлозу прямокутним способом, а також обіцяли багатство деревини.
Зростаюче місто Балаклава привернуло інших бізнесменів, наприклад Вільяма Гантера, який побудував млин за два кілометри нижче за течією від дамби. Гантер побудував свій млин там, де схил Констант-Крік вирівнюється в зону погано дренованих льодовикових вод.

### Позов
У 1868 році лісопилка і гребля були продані Вільяму Річардсу. Сім'я Річардс буде потенційним власником і оператором протягом наступних 89 років. У 1911 році проти лісопилки було подано позов про забруднення навколишнього середовища в суді Латчфорда, Пембрук і Оттава. Цей позов був одним із перших позовів про забруднення в провінції Онтаріо. Вільям Гантер, позивач і власник місцевого млина, скаржився, що між 1904 і 1909 роками тирса з лісопилки, розташованої вище за течією, негативно впливала на роботу його млина, що внаслідок діяльності лісопилки забруднювалася річка Констант-Крік, що течія води в Констант-Крік була ускладнена, що відповідач скидав відходи в річку і що в іншому випадку позивач зазнавав шкоди в результаті цього. Крім того, Гантер скаржився, що забруднення завдало шкоди його млиновому ставку, і в результаті він не міг належним чином запустити млин. Річардс, відповідач, стверджував, що він перебував у своїх правах з трьох причин: (1) в силу гранту від Корони, (2) права загального права та (3) права сервітуту відповідно до Закону про обмеження.
Посилаючись на інші судові справи, суддя спростував аргументи Річардса. Частково аргументація полягала в тому, що перші власники млина Річардса розпочали роботу з однією пилкою. У 1911 році, коли було подано позов, на млині було багато пилок, дранковий і рейковий верстати, кромкооблицювальний верстат та інше різноманітне обладнання. Збільшення кількості пилок та іншого обладнання призвело до очевидного збільшення забруднення, що, на думку суду, перевищувало права Річардса. Подальші збитки були виплачені вже з 1896 по 1903 рік, для відшкодування збитків і покриття витрат на утилізацію відходів, які свідки, допитані у справі, називали «корчами». Це стало доказом вини. Гантер виграв позов, Річардса зобов'язали виплатити 200 доларів відшкодування, а також видати судову заборону утримуватися від скидання сміття в струмок. Річардсу дали чотири місяці на те, щоб переобладнати свій млин для вирішення проблеми з відходами. Результатом цієї дії стала установка першого пальника для тирси в провінції Онтаріо.
У 1913 році було подано апеляцію до Апеляційного відділу Верховного суду Онтаріо з метою скасувати вирок. Її було відхилено. Апеляційний суддя Дж. А. Мередіт у своєму заключному слові став на бік позивача, зазначивши, що діяльність лісопилки створює «незручності» на землі позивача та багатьох інших людей, а також на місцевих водних шляхах, спричиняючи шкоду здоров'ю. «Неприємність», — зазначив він, — «стає все більш небажаною і шкідливою, оскільки навколишня країна стає все більш заселеною, а землі, на які впливає діяльність лісопилки, — більш висококультурними і більш цінними». Щодо твердження Річарда про те, що грант від 1855 року дозволив йому забруднювати струмок, суд зазначив, що правосуддя не може мати зворотної сили. Іншими словами, потреби перших поселенців помітно відрізнялися від потреб суспільства в 1913 році. Тому земельний грант 1855 року не міг також застосовуватися, як якщо б справа розглядалася в більш ранній час, як того вимагав Річардс. Суд вказав, що привілеї активно відміняються, і «вторгнення заборонено» стає скоріше правилом, ніж винятком. Апеляція була відхилена «з витратами».
І за іронією долі, у 1915 році в Contract Record and Engineering Review було повідомлено, що млин Гаррі Річардса був знищений вогнем і що він планує відновити млин.

### Бетонна дамба
У 1927 році гребля, відома як Балаклавська гребля, була перебудована, цього разу з бетону. Гребля обслуговувала як лісозаготівельну, так і лісопильну промисловість. Бетонна дамба мала висоту 2,5 м і довжину 53 м.

## Сьогодення
Зараз Балаклава вважається покинутим містом або містом-привидом Онтаріо. Залишилося «кілька будинків, занедбаний універсальний магазин і ковальська майстерня, стара дамба, через яку проходить головна дорога, і дивовижно недоторканий лісопильний завод ХІХ століття».
У 1983 році Балаклавська гребля була придбана Міністерством урядових служб через занепокоєння щодо низького рівня озера та поганої роботи греблі. Дамба підтримувала міст на Скотч-Буш-роуд, який, отже, включав графство Ренфрю. У 2012 та 2013 роках були внесені зміни в конструкцію дамби та мосту, щоб розділити їх. Кошти проекту розподілили Міністерство природних ресурсів і графство Ренфрю. Цей проєкт був здійснений через старіння конструкції дамби. Цикли заморожування та відтавання більше не можна було втримувати в 90-річному бетоні. Міністерство природних ресурсів (МПР), власник Балаклавської дамби та власник понад 300 інших дамб у провінції Онтаріо, висловило занепокоєння щодо здатності греблі контролювати повені. Крім того, МПР посилалося на те, що це повинно відповідати вимогам підрозділу 35(2) Закону про рибальство. Це передбачало виведення з експлуатації Балаклавської дамби та проїжджої частини над нею, демонтаж старих конструкцій, будівництво нової та більшої дамби, що було завершено у 2013 році. Сім'я Річардс керувала лісопильним заводом і володіла прилеглою територією до 1957 року. У той час власники перейшли до містера Девіда Діка та місіс Беула Дік (Уолш). Лісопильний завод працював на водяній енергії до 1967 року. Містер і місіс Дік володіли та керували універсальним магазином до 1970-х років. Сьогодні, у 2023 році, ви побачите, що залишки універсального магазину збереглися і були перетворені на котедж. Протягом багатьох років містер Дік розділив і розпродав багато майна, серед якого ви побачите багато сучасних котеджів і будинків, побудованих вздовж постійного озера. Громада перетворилася на котеджне містечко. Пан Дік разом зі своїм сином Артуром Діком багато років керував сімейним бізнесом у сфері лісозаготівлі та лісового господарства; завдяки великій кількості землі та млину, значно більшій за 100 акрів, аж до його смерті у 2002 році. Місіс Бьюла Дік (Волш) померла раніше за свого чоловіка в 1986 році. У 2012 році єдиний син Дейва Артур продовжив сімейний бізнес з допомогою доньки та довіреної працівниці до 2016 року; на той час лісопилка та територія вже майже 60 років належали родині Діків, а лісопилка та прилегла земля були продані пану Верчу, який є родичем родини Діків. У 2022 році останній лот пана Діка був проданий пану Верчу. На човновому причалі ви знайдете пам'ятну дошку, присвячену Девіду Діку за те, що він пожертвував цю землю міністерству, щоб усі могли насолоджуватися публічним доступом до води.
Поруч з початковим місцем розташування дамби є дві історичні споруди, які «відображають архітектуру та економіку початку ХХ століття». Одним з них є лісопильний завод, розташований на західному березі Констант-Крік. Інша будівля з червоним каркасом стоїть навпроти млинового ставка на східній стороні струмка.
У грудні 2016 року загальне зберігання та прилегле майно; разом з лісопилкою придбав член родини Верч. Прибудова до магазину, що руйнується, була знесена, а саму головну будівлю перебудовано під мисливський табір.